# Hámori József
Hámori József, 1935-ig Hrauda József (Fegyvernek, 1932. március 20. – 2021. május 1.) Széchenyi-díjas magyar biológus, egyetemi tanár, a Magyar Tudományos Akadémia rendes tagja, 2002 és 2008 között alelnöke. Az idegrendszer és az idegelemek közötti kapcsolatok funkciós szerkezetének neves kutatója. Munkássága jelentős az agyi idegek kutatása területén. 1992 és 1994 között a Janus Pannonius Tudományegyetem rektora. 1993–1994-ben a Magyar Rektori Konferencia elnöke. 1998 és 1999 között az első Orbán-kormány első nemzeti kulturális örökség minisztere.

## Életpályája
1950-ben érettségizett, majd felvették a Szegedi Tudományegyetem Természettudományi Karára. 1952-ben átment az ELTE Természettudományi Karára, ahol 1955-ben szerzett biológus diplomát.
Diplomájának megszerzése után a Szentágothai János által vezetett Pécsi Orvostudományi Egyetem Anatómiai Intézetének tudományos munkatársa volt, azután 1962-ben átment a Semmelweis Orvostudományi Egyetem (ma: Semmelweis Egyetem) Anatómiai Intézetébe, amelynek előbb tudományos főmunkatársa, majd tudományos főtanácsadója és osztályvezetője volt. 1980-ban az Intézetre kapott egyetemi tanári kinevezést. 2002-ben kutatóprofesszori megbízást kapott, ezenkívül 2001-ben a Pázmány Péter Katolikus Egyetem Információs Technológia Karának egyetemi tanára lett, ahol neurobiológiát kezdett el oktatni. Emellett 1990-ben visszatért Pécsre (pesti állásának megtartása mellett), ahol az állattani tanszék vezetésével bízták meg, 1992 és 1994 között a Janus Pannonius Tudományegyetem rektora volt. 2002-ben emeritálták. Kutatói ösztöndíjjal négy hónapot töltött előbb San Diegóban, majd Los Angelesben, később a New York-i Mount Sinai Egyetem vendégprofesszora volt.
1966-ban védte meg a biológiai tudományok kandidátusi, 1972-ben akadémiai doktori értekezését. Az MTA Neurobiológiai Bizottságának lett tagja, 1988 és 1995 között a bizottság elnöke volt. 1990-ben megválasztották a Magyar Tudományos Akadémia levelező, majd 1998-ban rendes tagjává. 2002 és 2008 között az akadémia természettudományi alelnöke volt. 2008-ban elnökségi taggá és a Szociális Bizottság elnökévé választották. 1992-ben felvették a londoni Európai Akadémia (Academia Europaea), 2000-ben az Európai Tudományos és Művészeti Akadémia tagjai sorába. Az Acta Biologica Hungarica című szakfolyóirat szerkesztőbizottságának tagja volt.

### Közéleti pályafutása
A Magyar Ösztöndíj Bizottság tagja volt 1990 és 1996 között, valamint 2004-ben a Magyar UNESCO-Bizottság elnökévé választották. 1993 és 1994 között a Magyar Rektori Konferencia vezetője volt. 1999-ben az UNESCO Világkongresszus elnöke. 2002-ben az Európai Mozgalom Magyar Tanács elnöke, illetve 2000-ben a Magyar Örökség díj-bizottság elnöke lett.
A konzervatív Professzorok Batthyány Köre alapító tagja. 1998-ban Orbán Viktor akkori kijelölt miniszterelnök felkérte az önálló minisztériumként létrehozott Nemzeti Kulturális Örökség Minisztériuma első vezetőjének. Miniszteri pozícióját az első Orbán-kormány 1998. július 8-i megalakulásától 1999. december 31-én történt lemondásáig viselte. (Utódja Rockenbauer Zoltán lett.) 2000-től 2002-ig a miniszterelnök tudománypolitikai tanácsadója volt, emellett 2002 februárjában a miniszterelnök a Tudomány- és Technológiapolitikai Kollégium elnökévé nevezte ki.

## Munkássága
Kutatási területe: az idegrendszer és az idegelemek közötti kapcsolatok funkciós szerkezete, a fejlődő és érett idegrendszer alkalmazkodóképessége.
Eredményei jelentősek a fejlődő és érett látóközpontok, valamint a kisagy szinaptológiája (azaz az idegsejtek/neuronok közötti kapcsolatok) és plaszticitása (azaz formálhatósága) terén. Elsőként sikerült leírnia a felnőtt állatok agykéreg alatti központjában és a kisagykéregben az indukálható plaszticitás (általános formázhatóság) jelenségét, valamint az információ feldolgozásában kiemelt szerepet játszó komplex szinapszisok szerkezetét.
Több mint kétszáz tudományos publikáció szerzője vagy társszerzője, ebből hat könyv. Munkáit magyar és angol nyelven adta közre.

## Családja
Második felesége Tompa Anna volt. Házasságaiból három lánygyermeke és egy fiúgyermeke született, köztük a televíziós producer, kreatív igazgató Hámori Barbara, valamint Hámori Máté karmester.

## Díjai, elismerései
- Akadémiai Díj (1972)[3]
- Széchenyi-díj (1994) – A mesterséges képfeldolgozók kutatásában elért jelentős nemzetközi visszhangot kiváltó eredményeiért, és az ezek alapján létrehozott kísérleti vizuális érzékelők kidolgozásáért. Megosztott díj Roska Tamással.
- Grastyán-díj (1996)[3]
- A Magyar Köztársasági Érdemrend középkeresztje (2003)[3]
- UNESCO Aranyérem (1999)[3]
- Német Szövetségi Köztársasági Díj első fokozata (2005)[3]
- Pro Renovanda Hungariae Közalapítvány nagydíja (2006)
- az Eötvös Loránd Tudományegyetem díszdoktora (2009)
- Pest megye díszpolgára (2009)
- Fegyvernek város díszpolgára (2011)
- Honoris causa (tiszteletbeli) Jedlik Ányos-díj (2012)
- Bethlen Gábor-díj (2013)[4]
- Budapest díszpolgára (2015)[5]
- Szolnok díszpolgára (2016)

## Főbb publikációi

### Könyvek
- Mi a neurobiológia? (1976)
- Az idegsejttől a gondolatig (1982)
- Nem tudja a jobb kéz, mit csinál a bal (1985)
- A veszélyeztetett értelem (1988)
- Csoknya Mária–Hámori Józsefː Az idegrendszer összehasonlító anatómiája; JPTE, Pécs, 1992
- Agyi aszimmetriák; JPTE TTK, Pécs, 1996
- Csoknya Mária–Hámori Józsefː Az idegrendszer összehasonlító morfológiája; Dialóg Campus, Pécs, 1998 (Natura delectans)
- Az emberi agy aszimmetriái (1999)
- Hámori József–Roska Tamás–Sajgó Szabolcsː Agy, hit, számítógép; Éghajlat, Bp., 2004 (Manréza-füzetek)
- Az idegrendszer funkcionális szerveződése és plaszticitása; Semmelweis, Bp., 2012 (Studia physiologica)

### Tudományos közlemények
- The Inductive Role of Presynaptic Axons in the Development of Postsynaptic Spines (Brain Res., 1973)
- Specific Antibody-fragments Against the Postsynaptic Web (Nature, társszerző, 1973)
- Triadic Synaptic Arrangements and Their Possible Significance in the Lateral Geniculate Nucleus of the Monkey (Brain Res., társszerző, 1974)
- Presynaptic Dendrites and Perikarya in Deafferented Cerebellar Cortex (Procl. National Academy of Science, társszerző, 1982)
- Immunogold Electron Microscopic Demonstration of Glutamate and GABA in Normal and Deafferented Cerebellar Cortex: Correlation Between Transmitter Content and Synaptic Vesicle Size (Journal of Histochem. and Cytochem., társszerző, 1990)
- Metabotrop Glutamate Receptor Type 1a Expressing Unipolar Brush Cells in the Cerebellar Cortex of Different Species: a Comparative Quantitative Study (Journal of Neuroscientific Research, társszerző, 1999)
- Az emberi agy plaszticitása (Magyar Tudomány, 2005)